# Heper
Heper (Kheper, Hepri) szkarabeusz alakú isten az ókori egyiptomi vallásban, nevének jelentése; „aki lesz valamivé”. Neve megegyezik a „létrejön”, „megnyilvánul” jelentésű heper szóval. Összefüggésbe hozták a szkarabeusszal (galacsinhajtó bogár), ami szent állat volt, mivel hasonlóságot fedeztek fel a nap mozgása és aközött, ahogy a bogár gurítja a galacsint. Emiatt Heper fokozatosan napistenséggé vált. Mivel a galacsinhajtó bogár elhullott állatok tetemébe helyezi petéit, az egyiptomiak azt hitték, a holttestekből születnek, így az újjászületéssel is kapcsolatba hozták.
Mikor Ré napisten kultusza magába olvasztotta más napistenségekét, Heper lett a hajnali nap (neve miatt), Atum pedig a lenyugvó. Atum fiatalabb formáját, Nefertumot szintén azonosították Heperrel.
Hepert főleg szkarabeuszbogárként ábrázolták, de helyenként feltűnik szkarabeuszfejű férfiként is. Az amuletteknek gyakran volt szkarabeuszformája. 
Nevének jelentése: „felkelő”, ami a hpr „felkel, keletkezik” szóból ered. Napistenként egyike a legősibbeknek. Sok szövegben hajnali, felkelő Napként szerepel (ellentétben Rével és Atummal, azaz a déli és esti Nappal). A többi napistenhez hasonlóan világteremtő funkciót tölt be (de alá volt rendelve Atumnak). A szent szkarabeusz képében ábrázolták. A hiedelem szerint önmagától („az önmaga nevéből”) keletkezett, néha Nunt, „az istenek atyját” mondják apjának. Atummal, Rével és Ámonnal azonosult.

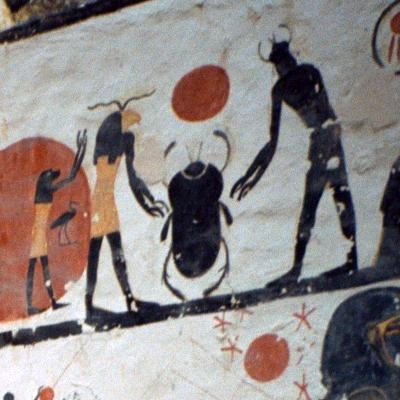
Heper sírfestményen (Királyok Völgye)